# Втрата слуху
Втрата слуху, також відома як порушення слуху – це часткова або повна нездатність чути. Глуха людина майже не чує або взагалі не чує. 
Втрата слуху може виникнути в одному або обох вухах. У дітей проблеми зі слухом можуть впливати на здатність вивчати розмовну мову, а у дорослих – створювати труднощі під час спілкування та на роботі. Втрата слуху може бути тимчасовою або постійною. Втрата слуху, пов'язана з віком, зазвичай вражає обидва вуха та зумовлена втратою волоскових клітин завитки. У деяких людей, особливо у людей похилого віку, втрата слуху може призвести до самотності.
Втрата слуху може бути спричинена низкою факторів, зокрема: генетикою, старінням, впливом шуму, певними інфекціями, ускладненнями при народженні, травмою вуха та певними ліками або токсинами. Поширеним захворюванням, що призводить до втрати слуху, є хронічні вушні інфекції. Деякі інфекції під час вагітності, такі як цитомегаловірус, сифіліс та краснуха, також можуть спричинити втрату слуху у дитини. Діагноз втрати слуху ставиться, коли обстеження слуху виявляє, що людина не чує 25 децибелів принаймні на одне вухо. Перевірка слуху рекомендована усім новонародженим. 
Втрату слуху можна класифікувати як легку (від 25 до 40 дБ ), помірну (від 41 до 55 дБ) дБ), помірно-важку (від 56 до 70 дБ), важку (від 71 до 90 дБ) або глибоку (більше 90 дБ). Існує три основні типи втрати слуху: кондуктивна втрата слуху, сенсоневральна втрата слуху та змішана втрата слуху.
Близько половини випадків втрати слуху в усьому світі можна запобігти за допомогою заходів охорони здоров'я. Такі заходи включають імунізацію, належний догляд під час вагітності, уникнення гучних звуків та використання персональних аудіоплеєрів до години на день, щоб зменшити вплив шуму. Раннє виявлення та підтримка особливо важливі для дітей. Для багатьох глухих людей корисними є мова жестів, кохлеарні імплантати та субтитри. Читання по губах – ще одна корисна навичка, яку розвивають деякі люди, що погано чують. Однак доступ до встановлення слухових апаратів обмежений у багатьох регіонах світу.
Станом на 2013 рік, втрата слуху тою чи іншою мірою вражає близько 1,1 мільярда людей. Вона є причиною інвалідності приблизно у 466 мільйонів людей (5% населення світу), в тому числі середньої і тяжкої інвалідності у 124 мільйонів людей. З тих, хто має середню та тяжку інвалідність, 108 мільйонів живуть в країнах з низьким та середнім рівнем доходу. З тих, хто втратив слух, у 65 мільйонів вона почалася в дитинстві. Ті, хто користується мовою жестів і є представниками культури глухих, вважають себе не хворими, а просто іншими. Більшість членів культури глухих виступають проти спроб вилікувати глухоту, а деякі представники цієї спільноти з побоюванням ставляться до кохлеарних імплантатів, оскільки вони можуть знищити їхню культуру і вважають то культурним ґеноцидом. Термін «порушення слуху» в спільноті людей, що погано чують, часто сприймається негативно, оскільки він підкреслює те, що люди щось не можуть робити.